# Jan Matsys

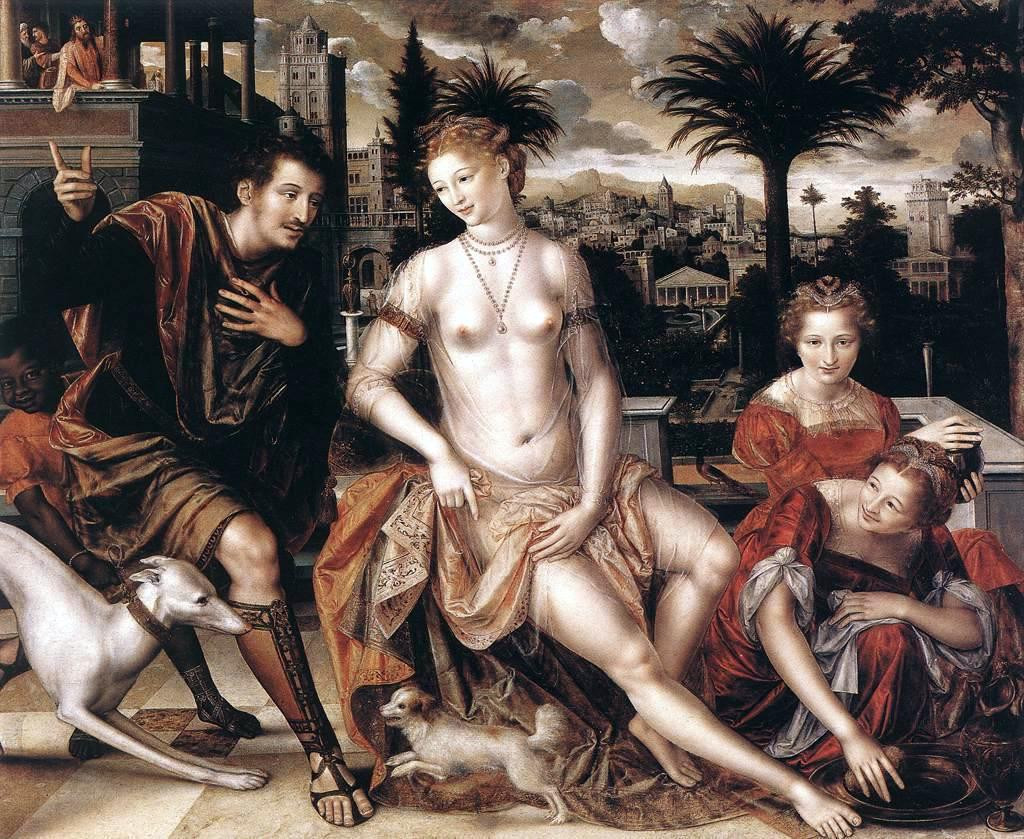
Davide e Betsabea, 1562.

Jan Matsys, anche Massys, Metsys, o Matsijs (Anversa, 1510 circa – 1575), è stato un pittore fiammingo, figlio di Quentin Massys, fratello di Cornelis Matsys e padre di Quentin Metsys il Giovane.

## Biografia
Jan Matsys seguirà le orme artistiche del padre, di cui fu allievo.
Due anni dopo la morte del padre Quentin, Jan diventò membro, come maestro, della Corporazione di San Luca di Anversa.
Nel 1536 assunse nella sua bottega un apprendista, Frans van Tuylt e due anni dopo sposò Anna van Tuylt, dalla quale ebbe tre figli.
Nel 1543 accolse nella sua bottega l'allievo Frans de Witte, ma nello stesso anno si dovette allontanare da Anversa, a causa della sua fede religiosa, trasferendosi in Italia e in Francia, dove conobbe il manierismo, tra gli estremi di Roma e Firenze da un lato, e di Fontainebleau dall'altro.
In Italia ricevette una grande influenza anche dall'ambiente ligure, costituito dai seguaci di Raffaello Sanzio e da quello lombardo leonardesco.
Al suo ritorno in patria nel 1558 Jan Matsys diffuse questo nuovo stile discostandosi dall'arte paterna, caratterizzandosi per plastiche più accentuate e grandemente decorative, oltre che per un cromatismo più attenuato sotto ricerche disegnative.
I suoi quadri si incentrarono in soggetti religiosi, allegorici o di interni con intenti moralizzanti, tra i quali Loth del 1565, Flora del 1559 e Amor senile del 1561.
Jan Matsys morì ad Anversa nel 1575.

## Opere
- La Madonna col bambino, Musei di Strada Nuova, Palazzo Bianco, Genova
- Carità, Musei di Strada Nuova, Palazzo Bianco, Genova
- La Vergine Orante, Abbazia di San Giorgio, Venezia

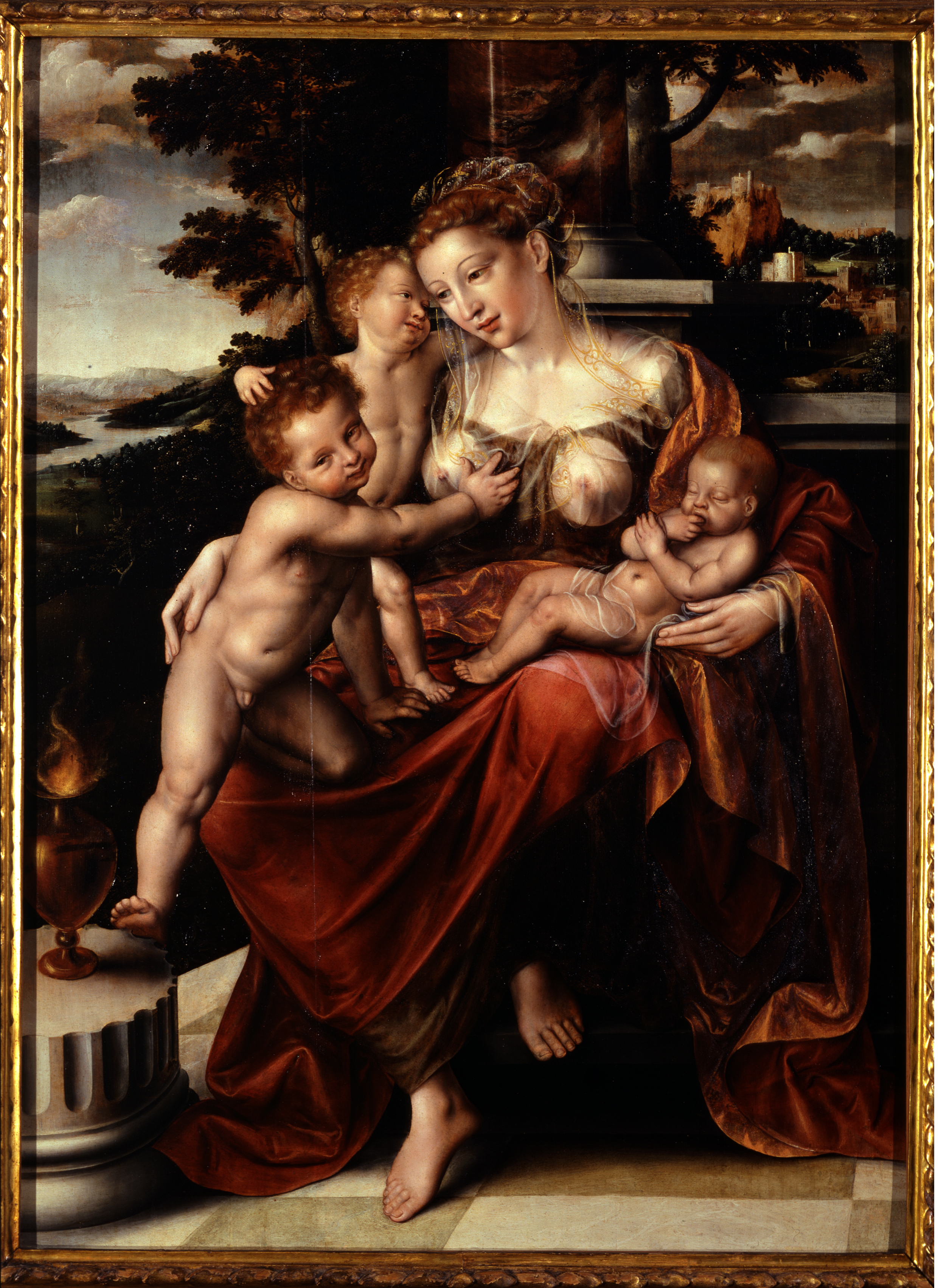
Jan Massijs, Carità